# Salát (pokrm)
Salát je pokrm studené, případně i teplé kuchyně, připravovaný smícháním kousků zeleniny, masa, ryb, těstovin apod. a jejich dochucením dresinkem, kořením apod. v různých kombinacích. Mohou se podávat jako předkrm (např. Caprese), jako příloha nebo obloha jídla, jako hlavní chod nebo i jako dezert.

## Historie
Slovo „salát“ pochází z francouzského salade, či italského insalata odvozeného z latinského sallita v původním významu „nasolit“, tedy „naložit do soli“.
První publikací, která pojednává výhradně o salátech byla kniha Johna Evelyna Acetaria: A Discourse on Sallets vydaná v Londýně v roce 1699. Ta uvádí, že zeleninové saláty pochází z Itálie a Nizozemska.

## Ingredience a přílohy
Kromě listové zeleniny (např. hlávkový salát nebo ledový salát) jsou užívány jako ingredience různé druhy zeleniny, bylinek, koření (zejména sůl, pepř), citronová šťáva, krutony (pouze pro posyp), jedlé houby, olivy, různé druhy masa (zejména šunka, slanina či kuřecí maso, ale i maso nasolené, vařené nebo uzené), sýrů (ementál, mozzarella), mořské plody nebo ryby (většinou tuňák). Jako doplněk pikantních salátových jídel se někdy podává bílý chléb.

### Salátová jídla s jiným základem než listovou zeleninou
Existují také saláty, jejichž základem ani ingrediencí není listová zelenina:
- rajčatový salát: nakrájená rajčata s cibulí či další zeleninou, v některých verzích s běžnou zálivkou nebo naopak pouze rajčata s nakrájenou mozzarellou – salát Caprese, kde jsou rajčata obvykle pouze přelita trochou octa a oleje
- okurkový salát
- rybí salát: ve všech možných variacích; stejně tak saláty s mořskými plody (krabí salát apod.)
- Wurstsalat: téměř výhradně z vařené klobásy (brühwurst) s přidáním octa a oleje, zatímco vlašský salát (v němčině Fleischsalat – masový salát) se zřídka vyrábí z masa, ale obvykle také z vařené klobásy či jiné uzeniny, která se přidává k majonéze. Kromě toho existují také saláty z hovězího nebo koňského masa, které se skládají z tenkých plátků masa naložených obvykle v octě, oleji a cibuli.
- Dalšími „saláty“, které se skládají převážně z příloh, jsou bramborový, těstovinový salát či vajíčkový salát, saláty s bulgurem, kuskusem, prosem, sójou či rýží. Tyto saláty jsou dochucovány zeleninou téměř jakéhokoli druhu a obohaceny kořením.
- Jako dezert jsou podávány rozličné ovocné saláty.

## Zálivky a dresinky

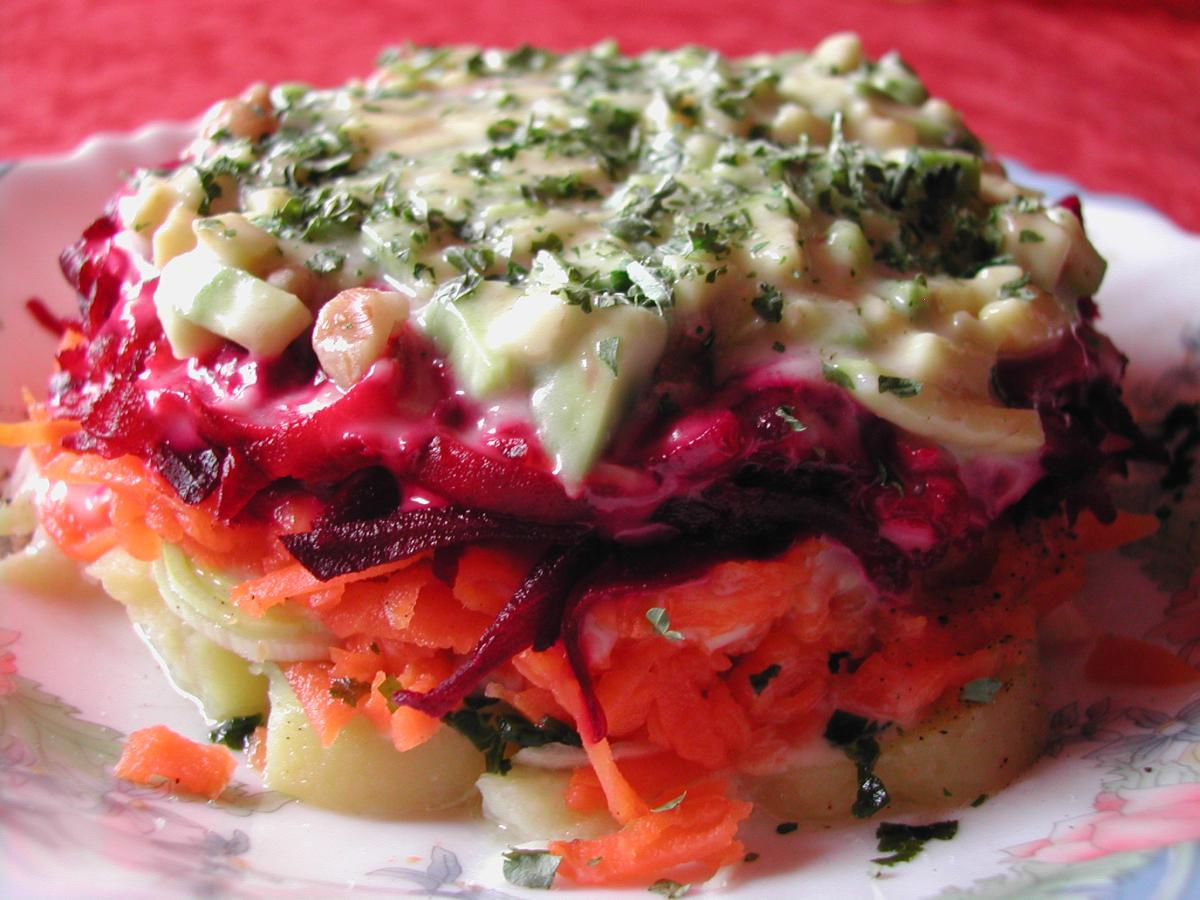
Vrstvený salát s kořenovou zeleninou, avokádem a majonézou.

Vinaigrette je jeden ze základních zálivek dělaný z octa a oleje. Základní druhy zálivek a dresinků se dají různě variovat přidáváním dalších chutí a vůní, např. přidáním čerstvých bylinek jako je např. petržel, bazalka, pažitka nebo oregano. Další součástí dresinku může být např. česnek, stejně tak šalotka, křen nebo chilli.

### Druhy dresinků

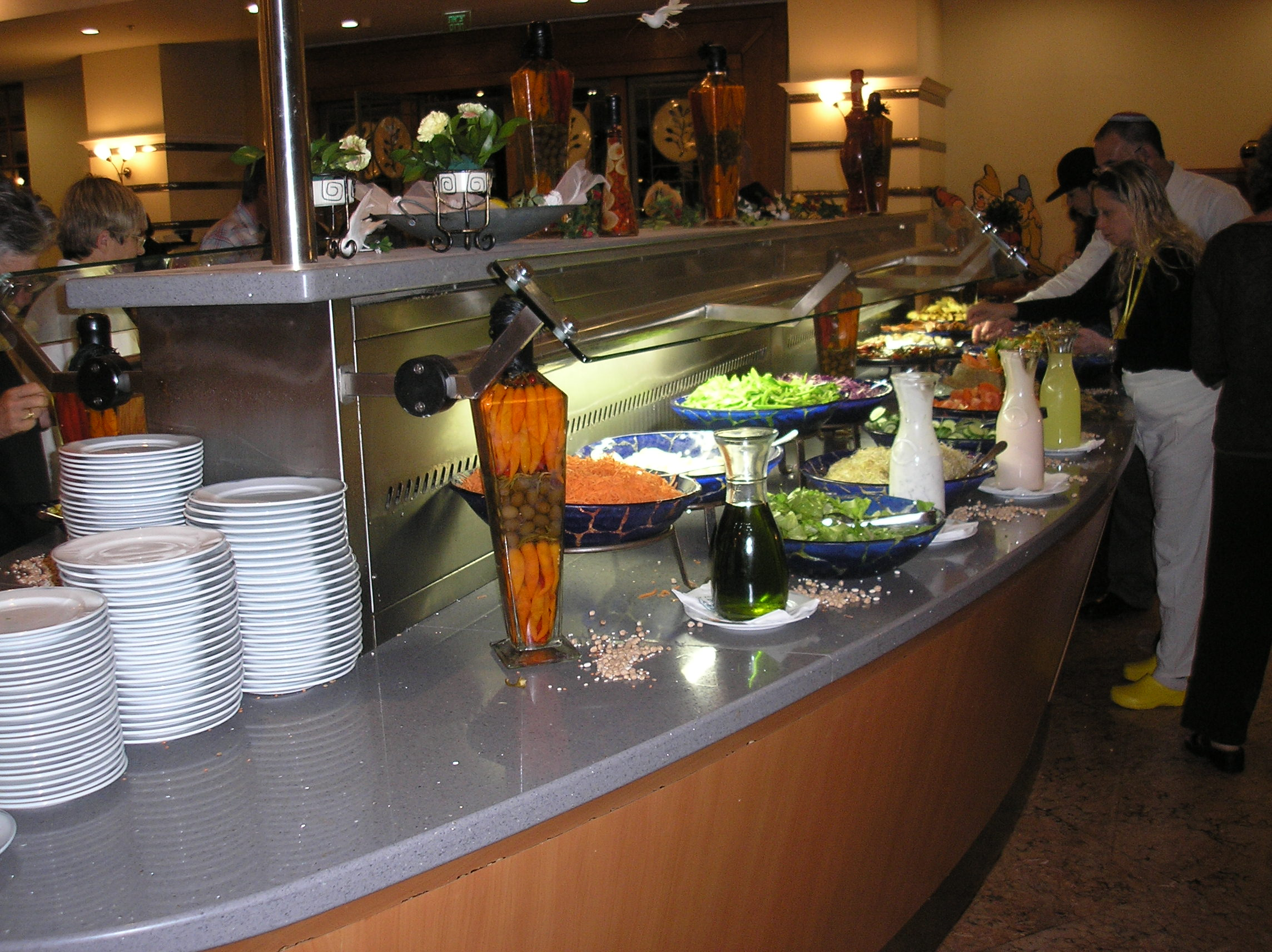
V barech a restauracích se objevuje salátový bufet, kdy si hosté sami namíchají suroviny a vyberou vhodnou zálivku.

- Sójová omáčka: Omáčka vyrobená ze sójových bobů pochází z Asie. Protože je velmi slaná, solíme saláty až nakonec a opatrně.
- Bílý jogurt: Používá se do zálivek, nejlépe na okurkový salát. Ředí se jím kysaná smetana nebo majonézové zálivky.
- Olej a ocet: např. vinný – červený nebo bílý, kvasný lihový, jablečný nebo ocet balsamico. Z olejů je na saláty nejvhodnější olivový, který můžeme ochutit čerstvými bylinkami.

### Nejjednodušší druhy zálivek
V odměřeném množství vody se rozpustí cukr a sůl. Následuje přidání octa nebo oleje, dochucení citrónem a dobré promísení. Na saláty lze tvořit zálivky z mléka či smetany. Cukr se rozmíchá v mléce nebo ve smetaně, jogurtu či podmáslí a podle chuti přikyselí.

## Druhy salátů
výběr
- Bramborový salát
- Caprese
- Caesar salát
- Niçoise
- Pařížský salát
- Řecký salát
- Som tam
- Šopský salát
- Vlašský salát
- Waldorfský salát